# Bibliomedia
 (mars 2024).
Si vous disposez d'ouvrages ou d'articles de référence ou si vous connaissez des sites web de qualité traitant du thème abordé ici, merci de compléter l'article en donnant les références utiles à sa vérifiabilité et en les liant à la section « Notes et références ».
Bibliomedia Suisse (anciennement Bibliothèque Pour Tous) est une fondation de droit public qui œuvre depuis 1920 pour la promotion de la lecture et au développement des bibliothèques.

## Prix Bibliomedia Suisse
Le Prix Bibliomedia a été instauré en 1979. Il a pour objectif de promouvoir la littérature de fiction romande auprès des bibliothèques romandes et de leur large public, comptant sur l’effet démultiplicateur de leur travail. Il est le seul prix en Suisse, et peut-être même au monde à fonctionner de la sorte. 

### Liste des lauréats
- 1980 : Daniel Odier, pour Le milieu du monde, 1979,  	Laffont
- 1981 : Yvette Z'Graggen, pour Un temps de colère et d'amour, 1980, L'Aire
- 1982 : Jean-Paul Pellaton, pour Quelques oiseaux étourdis, 1981, L'Âge d'Homme
- 1983 : Claude Delarue, pour L'herméneute, 1982, L'Aire
- 1984 : Luc Dumas, pour Bachu, 1983, L'Âge d'Homme
- 1985 : François Bonnet, pour Les défricheurs, 1984, Zoé
- 1986 : Marie-Claire Dewarrat, pour L'été sauvage, 1985, L'Aire
- 1987 : Catherine Fuchs et Micheline Louis-Courvoisier, pour Rue des Chanoines, 	1986, Zoé
- 1988 : Jean-Gabriel Zufferey, pour Suzanne, quelquefois, 1987, Actes Sud
- 1989 : Yvette Wagner, pour Car la servante est rousse, 1988, L'Aire
- 1990 : Anne Cuneo, pour Station Victoria, 1989, Bernard Campiche éditeur
- 1991 : Michel Buenzod, pour La fabrique du corps, 1990, Buenzod
- 1992 : Annik Mahaim, pour Carte Blanche, 1991, Aire
- 1993 : Jacques-Etienne Bovard, pour La griffe, 1992, Bernard Campiche éditeur
- 1994 : Roger Favre, pour La petite danse de l'Arbogast avec sa cognée, 1993, Zoé
- 1995 : Corinne Desarzens, pour Aubeterre, 1994, L'Aire
- 1996 : Hughes Richard, pour Neiges, 1995, Canevas
- 1997 : Nicolas Couchepin, pour Grefferic, 1996, Zoé
- 1998 : Janine Massard, pour Ce qui reste de Katharina, 1997, L'Aire
- 1999 : Asa Lanova, pour Le Blues d'Alexandrie, 1998, 	Bernard Campiche éditeur
- 2000 : Jean-François Sonnay, pour Un prince perdu, 1999, Bernard Campiche éditeur
- 2001 : Jean-Louis Kuffer, pour L'ambassade du Papillon, 2000, Bernard Campiche éditeur
- 2002 : Sylvie Neeman Romascano, pour Rien n'est arrivé, 2001, Denoël
- 2003 : Sylviane Chatelain, pour Le Livre d'Aimée, 2002, Bernard Campiche éditeur
- 2004 : Pascale Kramer, pour Retour d'Uruguay, 2003, Mercure de France
- 2005 : Roland Buti, pour Un nuage sur l'œil, 2004, Zoé
- 2006 : Nicolas Verdan, pour Le rendez-vous de Thessalonique, 2005, Bernard Campiche éditeur
- 2007 : Anne-Lise Grobéty, pour La corde de mi, 2006, Bernard Campiche éditeur
- 2008 : Gisèle Fournier, pour Ruptures, 2007, Mercure de France
- 2009 : Olivier Sillig, pour Lyon, simple filature, 2008, Encre fraîche
- 2010 : Marie-Jeanne Urech, pour Des accessoires pour le paradis, 2009, L'Aire
- 2011 : Etienne Barilier, pour Un Véronèse, 2010, Zoé.
- 2012 : Jean-Bernard Vuillème, pour M. Karl & Cie, 2011, Zoé
- 2013 : Jean-François Haas, pour Le chemin sauvage, 2012, Seuil
- 2014 : Damien Murith, pour La lune assassinée, 2013, L'Âge d'Homme
- 2015 : Dunia Miralles, pour Inertie, 2014, L'Âge d'Homme
- 2016 : Arthur Brügger, pour L’œil de l'espadon, 2015, Zoé[1]
- 2017 : Michel Layaz, pour Louis Soutter, probablement, 2016, Zoé[2]
- 2018 : Isabelle Flükiger pour Retour dans l’Est, éditions Faim de siècle, 2017
- 2019 : Daniel de Roulet pour Dix petites anarchistes, éditions Buchet/Chastel, 2018
- 2020 : Gabriela Zalapì pour Antonia, éditions Zoé, 2019
- 2021 : Thomas Flahaut pour Les nuits d'été, éditions de l'Olivier, 2020[3]
- 2022 : Bruno Pellegrino pour Dans la ville provisoire, éditions Zoé, 2021
- 2023 : Reynald Freudiger pour Vanité, L'Aire, 2022